# Весёлое (Татарбунарский район)
Весёлое (укр. Веселе) — село, относится к Татарбунарскому району Одесской области Украины.
Население по переписи 2001 года составляло 107 человек. Почтовый индекс — 68161. Телефонный код — 4844. Занимает площадь 0,46 км². Код КОАТУУ — 5125080303.

## Местный совет
68161, Одесская обл., Татарбунарский р-н, с. Безымянка, ул. Мира